# Lemniscomys roseveari
Lemniscomys roseveari là một loài động vật có vú trong họ Chuột, bộ Gặm nhấm. Loài này được Van der Straeten mô tả năm 1980.